# Mammillaria standleyi
Mammillaria standleyi je druh z rodu mamilárií, kaktusů, které se vyznačují zvětšenými bradavkami ze kterých vyrůstají trny.

## Popis
Nadzemní část je kulatá až válcovitá. Bývá okolo 16 cm vysoká a 10 cm široká. Bradavky čtyřhranné. Axily zprvu plné vlásků, později nahé. Radiální trny po 10–11, šedobílé, rovné či mírně zakřivené, 8–9 mm dlouhé. Dva centrální trny, ustupující, méně vzpřímené, hnědé 7–8 mm dlouhé. Květy červeněrůžové s šarlatovou žilnatinou. Dlouhé 20–25 mm. Plod kulovitý, třešňově červený, 25 mm dlouhý. Semena červeně hnědá.

## Synonyma
Existuje řada druhů, které byly popsány a následně vědci zjistili, že se jedná o tento druh. Takovým případem je např. M. miegiana W.H. Earle. Dalšími synonymy jsou:
- M. auricantha R.T. Craig
- M. auritricha R.T. Craig
- M. bellacantha R.T. Craig
- M. canelensis R.T. Craig
- M. hertrichiana R.T. Craig
- M. lindsayi R.T. Craig
- M. mayensis R.T. Craig
- M. montensis R.T. Craig
- M. xanthina (Britton & Rose) Boed.[3]

Podle Biolibu jsou to ještě:
- M.craigii G.E. Linds.
- M.sonorensis R.T. Craig
- M. tesopacensis Craig
- Neomammillaria standleyi Britton & Rose
- N. xanthina Britton & Rose[4]

## Původ
Pochází ze státu Sonora v Mexiku, kde se přirozeně vyskytuje v nadmořských výškách 500–1300 m n. m.

## Ekologie
M. standleyi roste solitérně. Z pohledu vypadá bíle.

## Status
Ohrožený druh.

## Rozmnožování
Sběratelé rozmnožují tento druh semeny.